# Klubowe Mistrzostwa Krajów Nordyckich w piłce siatkowej mężczyzn (2014/2015)
Klubowe Mistrzostwa Krajów Nordyckich w piłce siatkowej mężczyzn 2014/2015 – 8. sezon rozgrywek o klubowe mistrzostwo krajów nordyckich organizowanych przez North European Volleyball Zonal Association (NEVZA). Zainaugurowane zostały 31 października 2014 roku i trwały do 1 lutego 2015 roku.
Rozgrywki składały się z fazy grupowej oraz turnieju finałowego, który odbył się w dniach 30 stycznia-1 lutego 2015 roku w Linköpings Sporthall w Linköping.
Zwycięzcą Klubowych Mistrzostw Krajów Nordyckich został szwedzki klub Linköpings VC, który w finale pokonał norweski zespół Nyborg VBK.

## Drużyny uczestniczące
| VolleyLigaen | VolleyLigaen |
| --- | ------------ |
| Middelfart VK | 3            |
| Marienlyst Odense | 4            |
| Gentofte Volley | 6            |
| Hvidovre VK | —            |
| Mizunoligaen |              |
| Nyborg VBK | 2            |
| Randaberg IL | 12           |
| BK Tromsø | —            |
| Elitserien |              |
| Falkenbergs VBK | 1            |
| Linköpings VC | 5            |
| Örkelljunga VK | 9            |
| Oznaczenia: - kolumna druga – miejsce zajęte przez daną drużynę w poprzednim sezonie Klubowych Mistrzostw Krajów Nordyckich. |              |

Örkelljunga VK wycofał się z rozgrywek.

## Faza grupowa

### Grupa 1 –Middelfart
Tabela
| Lp. | Drużyna         | Pkt | Mecze | Mecze | Mecze | Sety | Sety | Sety  | Małe punkty | Małe punkty | Małe punkty |
| Lp. | Drużyna         | Pkt | M     | W     | P     | wyg. | prz. | ratio | zdob.       | str.        | ratio       |
| --- | --------------- | --- | ----- | ----- | ----- | ---- | ---- | ----- | ----------- | ----------- | ----------- |
| 1   | Falkenbergs VBK | 5   | 3     | 2     | 1     | 7    | 3    | 2.333 | 245         | 197         | 1.244       |
| 2   | Middelfart VK   | 5   | 3     | 2     | 1     | 8    | 5    | 1.600 | 305         | 297         | 1.027       |
| 3   | BK Tromsø       | 4   | 3     | 1     | 2     | 4    | 6    | 0.667 | 221         | 246         | 0.898       |
| 4   | Hvidovre VK     | 4   | 3     | 1     | 2     | 3    | 8    | 0.375 | 229         | 260         | 0.881       |

Źródło: Svenska Volleybollforbundet
Zasady ustalania kolejności: 1. liczba zdobytych punktów; 2. wyższy stosunek setów; 3. wyższy stosunek małych punktów.
Punktacja: zwycięstwo – 2 pkt; porażka – 1 pkt
Wyniki spotkań
| Data       | Drużyna 1       | Wynik | Drużyna 2       | Set 1 | Set 2 | Set 3 | Set 4 | Set 5 |
| ---------- | --------------- | ----- | --------------- | ----- | ----- | ----- | ----- | ----- |
| 31.10.2014 | Hvidovre VK     | 0:3   | Falkenbergs VBK | 13:25 | 16:25 | 19:25 |       |       |
| 31.10.2014 | Middelfart VK   | 3:1   | BK Tromsø       | 25:14 | 21:25 | 32:30 | 25:20 |       |
| 01.11.2014 | BK Tromsø       | 3:0   | Hvidovre VK     | 25:20 | 25:23 | 27:25 |       |       |
| 01.11.2014 | Middelfart VK   | 3:1   | Falkenbergs VBK | 16:25 | 28:26 | 25:21 | 25:23 |       |
| 02.11.2014 | Falkenbergs VBK | 3:0   | BK Tromsø       | 25:20 | 25:16 | 25:19 |       |       |
| 02.11.2014 | Middelfart VK   | 2:3   | Hvidovre VK     | 17:25 | 29:27 | 24:26 | 25:20 | 13:15 |

### Grupa 2 –Odense
Tabela
| Lp. | Drużyna         | Pkt | Mecze | Mecze | Mecze | Sety | Sety | Sety  | Małe punkty | Małe punkty | Małe punkty |
| Lp. | Drużyna         | Pkt | M     | W     | P     | wyg. | prz. | ratio | zdob.       | str.        | ratio       |
| --- | --------------- | --- | ----- | ----- | ----- | ---- | ---- | ----- | ----------- | ----------- | ----------- |
| 1   | Linköpings VC   | 4   | 2     | 2     | 0     | 6    | 1    | 6.000 | 181         | 160         | 1.131       |
| 2   | Nyborg VBK      | 3   | 2     | 1     | 1     | 3    | 5    | 0.600 | 177         | 174         | 1.017       |
| 3   | Gentofte Volley | 2   | 2     | 0     | 2     | 3    | 6    | 0.500 | 185         | 209         | 0.885       |

Źródło: Svenska Volleybollforbundet
Zasady ustalania kolejności: 1. liczba zdobytych punktów; 2. wyższy stosunek setów; 3. wyższy stosunek małych punktów.
Punktacja: zwycięstwo – 2 pkt; porażka – 1 pkt
Wyniki spotkań
| Data       | Drużyna 1       | Wynik | Drużyna 2       | Set 1 | Set 2 | Set 3 | Set 4 | Set 5 |
| ---------- | --------------- | ----- | --------------- | ----- | ----- | ----- | ----- | ----- |
| 31.10.2014 | Linköpings VC   | 3:1   | Gentofte Volley | 26:24 | 29:27 | 22:25 | 25:14 |       |
| 01.11.2014 | Gentofte Volley | 2:3   | Nyborg VBK      | 25:20 | 19:25 | 16:25 | 25:22 | 10:15 |
| 02.11.2014 | Nyborg VBK      | 0:3   | Linköpings VC   | 26:28 | 24:26 | 20:25 |       |       |

### Grupa 3 –Randaberg
Tabela
| Lp. | Drużyna           | Pkt | Mecze | Mecze | Mecze | Sety | Sety | Sety  | Małe punkty | Małe punkty | Małe punkty |
| Lp. | Drużyna           | Pkt | M     | W     | P     | wyg. | prz. | ratio | zdob.       | str.        | ratio       |
| --- | ----------------- | --- | ----- | ----- | ----- | ---- | ---- | ----- | ----------- | ----------- | ----------- |
| 1   | Marienlyst Odense | 4   | 2     | 2     | 0     | 6    | 1    | 6.000 | 165         | 134         | 1.231       |
| 2   | Randaberg IL      | 2   | 2     | 0     | 2     | 1    | 6    | 0.167 | 134         | 165         | 0.812       |

Źródło: Svenska Volleybollforbundet
Zasady ustalania kolejności: 1. liczba zdobytych punktów; 2. wyższy stosunek setów; 3. wyższy stosunek małych punktów.
Punktacja: zwycięstwo – 2 pkt; porażka – 1 pkt
Örkelljunga VK wycofał się z rozgrywek.
Wyniki spotkań
| Data       | Drużyna 1    | Wynik | Drużyna 2         | Set 1 | Set 2 | Set 3 | Set 4 | Set 5 |
| ---------- | ------------ | ----- | ----------------- | ----- | ----- | ----- | ----- | ----- |
| 31.10.2014 | Randaberg IL | 0:3   | Marienlyst Odense | 13:25 | 12:25 | 20:25 |       |       |
| 01.11.2014 | Randaberg IL | 1:3   | Marienlyst Odense | 25:15 | 19:25 | 22:25 | 23:25 |       |

## Turniej finałowy

### Grupa A
Tabela
| Lp. | Drużyna       | Pkt | Mecze | Mecze | Mecze | Sety | Sety | Sety  | Małe punkty | Małe punkty | Małe punkty |
| Lp. | Drużyna       | Pkt | M     | W     | P     | wyg. | prz. | ratio | zdob.       | str.        | ratio       |
| --- | ------------- | --- | ----- | ----- | ----- | ---- | ---- | ----- | ----------- | ----------- | ----------- |
| 1   | Linköpings VC | 4   | 2     | 2     | 0     | 6    | 1    | 6.000 | 173         | 134         | 1.291       |
| 2   | Middelfart VK | 3   | 2     | 1     | 1     | 4    | 4    | 1.000 | 185         | 172         | 1.076       |
| 3   | Randaberg IL  | 2   | 2     | 0     | 2     | 1    | 6    | 0.167 | 120         | 172         | 0.698       |

Źródło: Svenska Volleybollforbundet
Zasady ustalania kolejności: 1. liczba zdobytych punktów; 2. wyższy stosunek setów; 3. wyższy stosunek małych punktów.
Punktacja: zwycięstwo – 2 pkt; porażka – 1 pkt
Legenda:
     finał
     mecz o 3. miejsce
     mecz o 5. miejsce
Wyniki spotkań
| Data       | Drużyna 1     | Wynik | Drużyna 2     | Set 1 | Set 2 | Set 3 | Set 4 | Set 5 |
| ---------- | ------------- | ----- | ------------- | ----- | ----- | ----- | ----- | ----- |
| 30.01.2015 | Linköpings VC | 3:1   | Middelfart VK | 25:21 | 25:19 | 23:25 | 25:23 |       |
| 31.01.2015 | Middelfart VK | 3:1   | Randaberg IL  | 25:15 | 22:25 | 25:22 | 25:12 |       |
| 31.01.2015 | Randaberg IL  | 0:3   | Linköpings VC | 16:25 | 11:25 | 19:25 |       |       |

### Grupa B
Tabela
| Lp. | Drużyna           | Pkt | Mecze | Mecze | Mecze | Sety | Sety | Sety  | Małe punkty | Małe punkty | Małe punkty |
| Lp. | Drużyna           | Pkt | M     | W     | P     | wyg. | prz. | ratio | zdob.       | str.        | ratio       |
| --- | ----------------- | --- | ----- | ----- | ----- | ---- | ---- | ----- | ----------- | ----------- | ----------- |
| 1   | Nyborg VBK        | 4   | 2     | 2     | 0     | 6    | 1    | 6.000 | 179         | 156         | 1.147       |
| 2   | Falkenbergs VBK   | 3   | 2     | 1     | 1     | 4    | 4    | 1.000 | 187         | 190         | 0.984       |
| 3   | Marienlyst Odense | 2   | 2     | 0     | 2     | 1    | 6    | 0.167 | 153         | 173         | 0.884       |

Źródło: Svenska Volleybollforbundet
Zasady ustalania kolejności: 1. liczba zdobytych punktów; 2. wyższy stosunek setów; 3. wyższy stosunek małych punktów.
Punktacja: zwycięstwo – 2 pkt; porażka – 1 pkt
Legenda:
     finał
     mecz o 3. miejsce
     mecz o 5. miejsce
Wyniki spotkań
| Data       | Drużyna 1         | Wynik | Drużyna 2         | Set 1 | Set 2 | Set 3 | Set 4 | Set 5 |
| ---------- | ----------------- | ----- | ----------------- | ----- | ----- | ----- | ----- | ----- |
| 30.01.2015 | Marienlyst Odense | 1:3   | Falkenbergs VBK   | 25:23 | 21:25 | 18:25 | 22:25 |       |
| 31.01.2015 | Falkenbergs VBK   | 1:3   | Nyborg VBK        | 16:25 | 31:29 | 22:25 | 20:25 |       |
| 31.01.2015 | Nyborg VBK        | 3:0   | Marienlyst Odense | 25:22 | 25:23 | 25:22 |       |       |

### Faza finałowa

#### Mecz o 5. miejsce
| Data       | Drużyna 1         | Wynik | Drużyna 2    | Set 1 | Set 2 | Set 3 | Set 4 | Set 5 |
| ---------- | ----------------- | ----- | ------------ | ----- | ----- | ----- | ----- | ----- |
| 01.02.2015 | Marienlyst Odense | 3:1   | Randaberg IL | 27:25 | 20:25 | 25:18 | 26:24 |       |

#### Mecz o 3. miejsce
| Data       | Drużyna 1     | Wynik | Drużyna 2       | Set 1 | Set 2 | Set 3 | Set 4 | Set 5 |
| ---------- | ------------- | ----- | --------------- | ----- | ----- | ----- | ----- | ----- |
| 01.02.2015 | Middelfart VK | 1:3   | Falkenbergs VBK | 23:25 | 24:26 | 25:19 | 24:26 |       |

#### Finał
| Data       | Drużyna 1     | Wynik | Drużyna 2  | Set 1 | Set 2 | Set 3 | Set 4 | Set 5 |
| ---------- | ------------- | ----- | ---------- | ----- | ----- | ----- | ----- | ----- |
| 01.02.2015 | Linköpings VC | 3:0   | Nyborg VBK | 25:17 | 25:17 | 25:13 |       |       |

## Klasyfikacja końcowa
| Miejsce | Drużyna           |
| ------- | ----------------- |
| 1       | Linköpings VC     |
| 2       | Nyborg VBK        |
| 3       | Falkenbergs VBK   |
| 4       | Middelfart VK     |
| 5       | Marienlyst Odense |
| 6       | Randaberg IL      |
| 7       | Gentofte Volley   |
| 8       | BK Tromsø         |
| 9       | Hvidovre VK       |